# Fate/stay night: Unlimited Blade Works
Fate/stay night: Unlimited Blade Works (яп. ｢フェイト/ステイナイトアンリミテッドブレイドワークス｣) — аніме-серіал студії ufotable, заснований на другій сюжетній лінії Unlimited Blade Works всесвіту Fate/stay night.
В оригінальній грі Fate/stay night присутні 3 сценарії: «Fate» (укр. Доля), «Unlimited Blade Works» (укр. Безмежний світ мечів) та «Heaven's Feel» (укр. Відчуття небес). Сюжет манґи фокусується в основному на сценарії «Unlimited Blade Works». Однойменний фільм 2010, як і аніме 2014 використовують сюжетну основу другого сценарію візуальної новели Fate/stay night.
Новий аніме-серіал спродюсований студією Ufotable, перший сезон транслювався з 4 жовтня по 27 грудня 2014-го, трансляція другого сезону розпочалася 4 квітня 2015. Формально сюжет містить і розширений варіант, рімейк однойменного аніме-фільму 2010 виробництва студії Deen, але також пов'язаний з приквелом Fate/zero.

## Сюжет
Сюжет оповідає про двотижневий період життя головного героя Емії Шіро, мага-початківця, який відвідує старшу школу Хомурахара в японському місті Фуюкі. Історія в основному розвивається поряд з його будинком або навколо нього, який виступає в ролі його військової бази у війні за Святий Грааль. Інші важливі місця сюжету включають старшу школу, храм Рюудодзі, церкву Котоміне тощо.
Повторюваною темою в Fate/stay night є «завоювання самого себе». Існують три сценарії, початок яких однаковий, але з середини починаються розбіжності. Другий можна характеризувати як «наполеглива праця, щоб зберегти ідеал». Відповідно головним жіночим персонажем у другому сценарії є Рін Тосака.
Шіро Емія — звичайний старшокласник, який раптом стає втягнутим у кровопролитну війну за Святий Грааль, магічний об'єкт, здатний виконати будь-яке бажання. Всі учасники — семеро магів — повинні прикликати героїчні душі минулого та сьогодення, так звані Слуги, щоб битися насмерть один з одним. Проте Шіро, добрий хлопець, який любить усім допомагати, не має необхідних магічних навичок, але прикликає найсильнішу Слугу класу мечник — Сейбер. З ним об'єднується Рін Тосака, дівчина-ідол з паралельного класу, спадкоємиця сильної магічної сім'ї. Це
тільки тимчасове рішення, враховуючи, що Арчер, слуга Рін, сильно ненавидить
Шіро з невідомої причини.

## Персонажі

### Головні
- Шіро Емія (яп. 衛宮 士郎)

Центральний чоловічий персонаж. Учень другого класу старшої школи Хомурахара міста Фуюкі. Його рідні батьки загинули у минулій війні Святого Грааля 10 років тому. Прийомний батько Емія Кіріцугу був ідеальним магом і брав участь у попередній війні як Майстер. Він став для юного Шіро прикладом для наслідування та передав йому бажання стати Захисником Справедливості.
Магічні здібності Шіро невеликі, він володіє укріпленням і трейсингом. Він досить незвичайний маг, який використовує власну версію магії Проєкції. Крім цього, в його тілі знаходиться Авалон, який забезепечує йому швидку регенерацію.
Шіро стає свідком битви між Арчером і Лансером і пізніше прикликає слугу класу мечник — Сейбер. Емія спочатку не бажає битися, але дізнається, що катастрофа, через яку загинула велика кількість людей, породження Грааля. Якщо артефакт потрапить до рук божевільного, вона може повторитися.
Закоханий у Тосаку Рін, про що зізнається в 13 епізоді.
- Рін Тосака  (яп. 遠坂 凛)

Центральний жіночий персонаж, учениця другого року старшої школи
Хомурахара міста Фуюкі, дівчина з паралельного класу Шіро. Відома як
справжня красуня й ідол для хлопців своєї школи.
Представниця могутньої династії магів Тосака, які накопичують магічну енергію в коштовних каменях, що можуть служити резервними джерелами магічної сили. В неї немає особистого бажання для Грааля, вона бере участь тільки заради пам'яті свого покійного батька і честі своєї сім'ї. Спочатку хотіла призвати Сейбер, але помилково викликала Арчера, що плутає всі її плани.
Врятувала Шіро від смерті після його поранення Лансером, використавши один із своїх магічних каменей. Потім відвела його до Кірея, щоб ввести у курс справи. Пізніше напала на нього у школі, щоб відібрати командні заклинання, але після чергового порятунку, коли Шіро захистив її від небезпеки, заключила з ним пакт про ненапад.
Характер Рін стрімко змінюється після близького знайомства з Емією, проявляючи її цундерні характеристики. Закохується у хлопця, що фактично ставить Війну Святого Грааля для Тосаки на другий план.
- Арчер (яп. アーチャー)

Один із центральних чоловічих персонажів, спочатку слуга Тосаки Рін. Найзагадковіший Слуга у П'ятій Війні Святого Грааля, чия справжня особистість розкривається в другій половині серіалу Unlimited Blade Works. Насправді він — Шіро Емія з альтернативного майбутнього.
В альтернативній часовій лінії Fate/stay night Емія Шіро уклав контракт з Гайєю і став Героїчним Духом Емією. Він діє як Хранитель Балансу для світу. Арчер покликаний в П'яту Війну Святого Грааля, тому що мав при собі дорогоцінний камінь Тосаки Рін, який та використала для порятунку його життя в минулому, після того як той був смертельно поранений Лансером. Коштовність стала каталізатором для його виклику. Після завершення кожної з трьох арок Fate/stay night існує ймовірність становлення Емії Шіро Арчером, але шанс цієї події максимально наближений до нуля.
Після того як він змушений спостерігати за тим, як люди прагнуть знищити самих себе, після всіх незліченних протистоянь своїм власним ідеалам, Арчер починає заперечувати як свої ідеали, так і свою особистість. Він відчайдушно вірить у те, що його єдина можливість звільнитися — бути викликаним в еру, де Емія Шіро все ще живий, знищити свою минулу особистість, сподіваючись, що подвійний парадокс, викликаний смертю Еміі Шіро, який ще не встиг укласти контракт з Гайєю, й існуванням Еміі Шіро (Арчера), в майбутньому, який вже уклав цей контракт, буде достатньою умовою для створення часового парадоксу величезних розмірів, здатного стерти існування Арчера як «Хранителя Балансу».
Вельми суперечлива особистість. Цинічний і нігілістичний, не бреше, але зберігає свої секрети, розкриваючи лише половину правди. Не може схвалити ідеал Шіро, «Героя Справедливості», у зв'язку з власним гірким досвідом, але й не може заперечувати цей ідеал з тих же причин.
- Сейбер (яп. セイバー)

Один із центральних жіночих персонажів, спочатку слуга класу «мечник»
Еміі Шіро в П'ятій Війні Святого Грааля. Виглядає як молода красива
дівчина стрункої статури з ніжною, білою шкірою. У неї золотисте
волосся, зазвичай носить сяючі обладунки поверх синьої сукні
старовинного стилю.
Здається холоднокровною і серйозною, хоча їй властиві людські почуття, що вона ретельно приховує.
Справжня особистість — Артурія Пендрагон, відоміша як Артур Пендрагон або Король Артур. У Четвертій Війні Святого Грааля була слугою батька Шіро Емії Кіріцугу, в першій серії аніме-серіалу стала слугою Емії Шіро, пізніше заключила
контракт з Рін.
Романтична лінія з Шіро в аніме-серіалі практично відсутня за винятком кількох моментів. Загалом персонаж Сейбер серед жіночих персонажів відсунутий на друге місце після Тосаки Рін.
- Іліясвіль фон Айнсберн (яп. イリヤスフィール・フォン・アインツベルン)

Майстер Берсеркера та зведена сестра Шіро, представниця сімейства Айнсберн. Вперше з'явилася у першій серії, коли попередила Емію про небезпеку. Виглядає як невисока світловолоса дівчинка, хоча насправді вона старше Шіро, їй 18 років.
Спершу виступає як головний антагоніст Шіро та Рін, показана як холодна та мстива людина. За Ілією під час воєн стежать її служниці та охоронці: Лейсрітт і Селла. Проте пізніше розкривається інтерес Ілії до Шіро, з яким вона хоче познайомитися та поспілкуватися. Але не встигає це зробити. Загинула в 15 епізоді разом із Берсеркером від рук Гільгамеша.
- Лансер (яп. ランサー)

Слуга класу «списоносець», перший супротивник Арчера та
Сейбер і перший слуга, з яким зіткнувся Шіро. Третій з «лицарських» класів.
Сильно відрізняється від своїх версій у серіалі 2006 року і фільмі 2010 року. В інтерпретації 2014 року він керується лицарським кодексом, показаний, як благородний воїн, цінує красиві сутички, за великим рахунком бере участь у війні тільки задля перевірки власної майстерності.
Його справжній майстер невідомий, пізніше став слугою Котоміне Кірея — священика місцевої церкви Фуюкі. Він цінитель жіночої краси та навіть жартував над відносинами між Шіро і Рін.
Загинув в 20 епізоді, убивши при цьому Кірея і встигнувши відігнати Шінджі від Тосаки.
Справжнє ім'я Лансера — Кухулін, герой кельтських міфів.

## Музика
Перший опенінг «ideal white» виконує Масіро Аяно (епізоди 1-12), перший ендінг «ideal white» — Масіро Аяно (епізод 0), другий ендінг «Believe» виконує Kalafina (епізоди 1-11), третій ендінг «THIS ILLUSION» — LiSA (епізод 12). Другий опенінг «Brave Shine» виконує Aimer (епізоди 13-дотепер), четвертий ендінг ring your bell delle — Kalafina (епізоди 13-14, 16-дотепер), п'ятий ендінг ring your bell (in silence) — Kalafina (епізод 15).

## Критика
Рейтинг на Anime News Network — 8,5/10.